# Putničko vozilo
Putničko vozilo je cestovno vozilo koje je po svojoj konstrukciji namijenjeno prijevozu putnika i njihove prtljage.